# Livet
 Livet  là một xã thuộc tỉnh Mayenne trong vùng Pays de la Loire tây bắc nước Pháp. Xã này nằm ở khu vực có độ cao trung bình 88-137 mét trên mực nước biển.
- mairie de livet en charnie